# Championnat régional de Nordeste de rugby à XV
Le Championnat régional de Nordeste de rugby à XV ou Torneo del Nordeste ou Torneo del NEA est une compétition annuelle de rugby à XV organisée par la Fédération argentine de rugby.

## Histoire
La compétition a débuté en 1999 et comprend des clubs de Formosa, Corrientes, Chaco et Misiones, ainsi que l'équipe nationale du Paraguay depuis 2013. C'est l'un des 7 tournois de qualification pour le Nacional de Clubes et le Tournoi de l'Intérieur.

## Format
Le format du tournoi change au fil des ans et est réservé en 2014 à 9 équipes qui disputent un championnat avec matchs aller et retour dont les 2 premiers sont qualifiés automatiquement pour les demi-finales alors que les 4 suivants se retrouvent en quarts de finale.

## Liste des clubs
| Club                                         | Ville       |
| -------------------------------------------- | ----------- |
| Taraguy                                      | Corrientes  |
| Club Universitario del Nordeste (C.U.R.N.E.) | Resistencia |
| Aranduroga                                   | Resistencia |
| Regatas Resistencia                          | Resistencia |
| Cazadores Posadas                            | Posadas     |
| San Patricio R.C.                            | Resistencia |
| Sixty R.C.                                   | Resistencia |
| Aguarà Rugby Club                            | Formosa     |
| Progreso Rowing Club                         | Posadas     |

## Palmarès
| Saison | Vainqueur                       | Score                                          | Finaliste                       |
| ------ | ------------------------------- | ---------------------------------------------- | ------------------------------- |
| 1999   | Aranduroga                      | Round-robin                                    | -                               |
| 2000   | Taraguy                         | Round-robin                                    | -                               |
| 2001   | Taraguy                         | Round-robin                                    | -                               |
| 2002   | Taraguy                         | Round-robin                                    | -                               |
| 2003   | Cazadores Posadas               | Round-robin                                    | -                               |
| 2004   | Taraguy                         | Round-robin                                    | -                               |
| 2005   | Taraguy                         | Round-robin                                    | -                               |
| 2006   | Taraguy                         | Round-robin                                    | -                               |
| 2007   | Taraguy                         | Round-robin                                    | Club Universitario del Nordeste |
| 2008   | Club Universitario del Nordeste | Round-robin                                    | Taraguy                         |
| 2009   | Club Universitario del Nordeste | Round-robin                                    | San Patricio R.C.               |
| 2010   | Regatas Resistencia             | 11 – 9                                         | Club Universitario del Nordeste |
| 2011   | Aranduroga                      | 30 – 27                                        | Regatas Resistencia             |
| 2012   | Club Universitario del Nordeste | 25 – 25                                        | San Patricio R.C.               |
| 2013   | Club Universitario del Nordeste | Round-robin                                    | Regatas Resistencia             |
| 2014   | Club Universitario del Nordeste | 31 - 27                                        | San Patricio R.C.               |
| 2015   | San Patricio R.C.               | 20 - 18                                        | Club Universitario del Nordeste |
| 2016   | Taraguy                         | 27 - 22                                        | Club Universitario del Nordeste |
| 2017   | Club Universitario del Nordeste | 33 - 22                                        | Taraguy                         |
| 2018   | Taraguy                         | 17 - 12                                        | Club Universitario del Nordeste |
| 2019   | Club Universitario del Nordeste | 24 - 15                                        | Aguarà                          |
| 2020   |                                 | Non disputé à cause de la pandémie de Covid-19 |                                 |
| 2021   | Club Universitario del Nordeste | -                                              | -                               |
| 2022   | Club Universitario del Nordeste | -                                              | -                               |
| 2023   | -                               | -                                              | -                               |

## Bilan
| Club                                                  | Titre(s) | Premier(s) - Dernier(s) |
| ----------------------------------------------------- | -------- | ----------------------- |
| Taraguy                                               | 9        | 2000-2018               |
| Club Universitario de Rugby del Nordeste (C.U.R.N.E.) | 9        | 2008-2022               |
| Aranduroga                                            | 2        | 1999-2011               |
| Regatas Resistencia                                   | 1        | 2010                    |
| Cazadores Posadas                                     | 1        | 2003                    |
| San Patricio R.C.                                     | 1        | 2015                    |